# Ennya colombiana
Ennya colombiana är en insektsart som beskrevs av Albino Morimasa Sakakibara 1996. Ennya colombiana ingår i släktet Ennya och familjen hornstritar. Inga underarter finns listade i Catalogue of Life.